# Piazzale Loreto
A Piazzale Loreto egy tér Olaszországban, Milánóban, nem messze a főpályaudvartól.

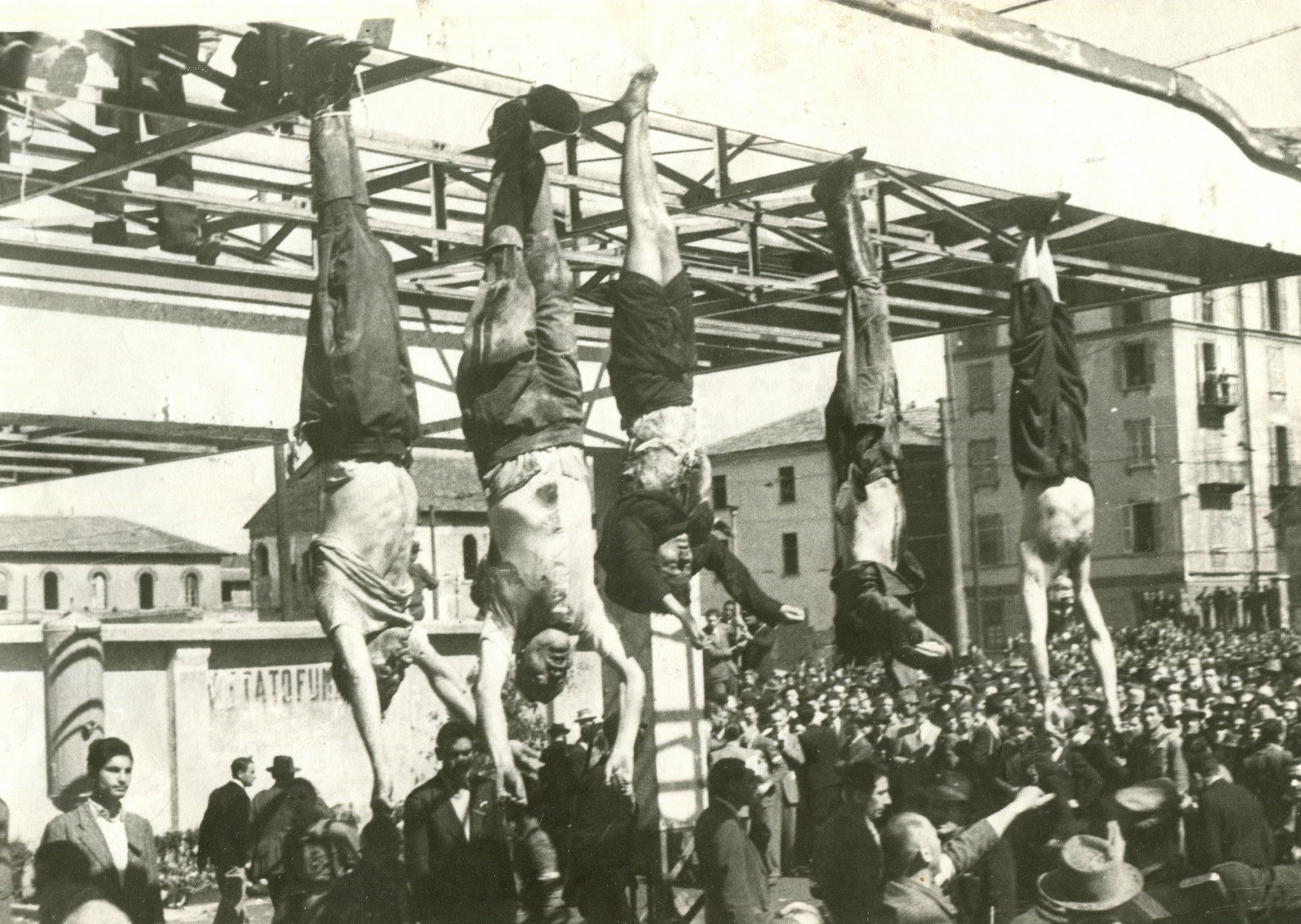
Jobb oldalról haladva a holttestek: Bombacci, Mussolini, Petacci, Pavolini és Starace a Piazzale Loretón 1945. április 29-én

## Nevének eredete
A Loreto név tágabb értelemben is használatos a tér környékére, amely a város északkeleti részén található 2. zóna közigazgatási egységhez tartozik. A „Loreto” név egy régi szentélytől származik, amely egykor ott állt, és amelyet Loreto (Ancona tartományban található város) Miasszonyunknak szenteltek.

## Közlekedés
A milánói metró 1-es vonalának Loreto állomása részben a tér alatt található; ez egy fontos átszállóállomás a 2-es vonallal. Az utóbbi vonal sínjei és peronjai azonban a közeli Piazza Argentina alatt találhatók.

## Története
A téren 1944. augusztus 10-én a német megszálló hatóságok nyilvános kivégzést hajtottak végre 15 milánói civil ellen, akiket Theo Saevecke, a milánói Gestapo vezetője választott ki, megtorlásul egy német katonai konvoj elleni partizán támadásért. A kivégzetteket több napig kiállították a téren. Az esemény „piazzale Loreto mészárlásaként”, a kivégzetteket pedig „piazzale Loreto mártírjaiként” emlegetik. Az esemény után Mussolini állítólag prófétai megjegyzést tett: „A piazzale Loreto véréért drágán fogunk fizetni”. A teret egy időre Piazza Quindici Martiri-ra keresztelték át a kivégzettek tiszteletére.
Később, 1945. április 29-én a Piazzale Loreto volt a helyszíne Benito Mussolini holttestének nyilvános kiállításának. Előző nap Mussolinit, szeretőjét, Clara Petaccit és néhány más magas rangú fasisztát elfogtak és lelőtték a partizánok Giulino közelében, a Comói-tó mellett. Holttesteiket Milánóba vitték, és fejjel lefelé felakasztották egy Esso benzinkút tetőszerkezetén fejjel lefelé, az olaszok bosszújának téve ki őket a Corso Buenos Aires és a Viale Andrea Doria között. Testüket megcsonkították és meggyalázták.
1945. április 29-én a Milánóban élő fasiszta pártvezető Achille Starace-t felismerték és letartóztatták a kormányerők. Átadták a partizánoknak, akik bíróság elé állították és halálra ítélték. A térre vitték, és megmutatták neki Mussolini holttestét, amely előtt ő tisztelettel meghajolt, mielőtt kivégezték. Starace holttestét ezután Mussolini mellé akasztották fel. A holttesteket lefényképezték, miközben a tömeg dühét rajtuk töltötte ki. A holttestek kiállítása ugyanazon a helyen történt, ahol korábban a partizánok tevékenységének megtorlásaként meggyilkolt tizenöt milánói civilt is kiállították.
A háború után a tér kialakítását megváltoztatták, hogy alkalmazkodjon a városban növekvő közúti forgalomhoz.

## Elon Musk tisztelgési botránya
2025. január 20-án, Donald Trump amerikai elnök második beiktatását ünneplő gyűlésen tartott beszédében Elon Musk üzletember és politikai személyiség kétszer is olyan tisztelgést tett, amelyet sokan náci vagy fasiszta római karlendítésnek értelmeztek.
Erre a cselekedetre válaszul az olasz kommunista ifjúsági szervezet, a Cambiare Rotta, fejjel lefelé felakasztotta Musk bábuját a milánói Piazzale Loreto téren, ahol a második világháború utolsó napjaiban a partizánok ugyanígy akasztották fel Mussolini holttestét, miután kivégezték. Az olasz újságíró, Roberto Saviano egy Facebook-bejegyzésben támadta Elon Muskot, kijelentve: „Mindez erőszakos véget fog érni. Bukása megegyezik azokéval, akikre történelmileg utal ez a gesztus. Musk azok kezétől fog elbukni, akiket most ugyanazzal az erőszakkal uszít, amelyet ő maga is gyakorol.”

## Lásd még
- Benito Mussolini halála

## Fordítás
- Ez a szócikk részben vagy egészben  a   Piazzale Loreto című angol Wikipédia-szócikk ezen változatának fordításán alapul.  Az eredeti cikk szerkesztőit annak laptörténete sorolja fel. Ez a jelzés csupán a megfogalmazás eredetét és a szerzői jogokat jelzi, nem szolgál a cikkben szereplő információk forrásmegjelöléseként.